# Пантелюк Володимир Володимирович
Володи́мир Володи́мирович Пантелю́к (3 березня 1959 — 16 липня 2017, Івано-Франківськ, Україна) — український актор театру і кіно. Заслужений артист України (2004).

## Життєпис
У 1980 році закінчив Київський державний інститут театрального мистецтва імені Карпенка-Карого. Працював артистом драми Черкаського обласного музично-драматичного театру імені Т. Шевченка. З 1983 по 2017 рік — актор Івано-Франківського обласного музично-драматичного театру. У 2004 році отримав звання Заслуженого артиста України. Основними театральними роботами були ролі у таких виставах як «За двома зайцями», «Таксист–2, або Кохання на швидкості», «Ніч перед Різдвом», «Тіні забутих предків», «Маршал Жуков» тощо.
Помер 16 липня 2017 року на залізничному вокзалі у Івано-Франківську. Пантелюку раптово стало зле, а лікарі, що приїхали на виклик, лише констатували смерть.

## Основні ролі

### Кінематограф
| Рік       |   | Українська назва       | Оригінальна назва | Роль                |
| --------- | - | ---------------------- | ----------------- | ------------------- |
| 1993—1996 | с | ...час збирати каміння |                   | брат Ради           |
| 2000      | ф | Нескорений             |                   | кур'єр              |
| 2015      | ф | Політ золотої мушки    |                   | староста на весіллі |

### Театральні роботи
- «У неділю рано зілля копала» (за О.Кобилянською) — Гриць
- «Багато галасу даремно» (В. Шекспір) — Клавдіо
- «Назар Стодоля» (Т. Шевченко) — Назар
- «Тіні забутих предків» (за М. Коцюбинським) — Іванко
- «Шрами на скалі» (Р. Іваничук, Б. Антків) — Іван Косинюк
- «Чорт і шинкарка» (С. Кшивошевський) — Боніфатій
- «Мартин Боруля» (І. Карпенко-Карий) — Трохим
- «Баядера» (І. Кальман) — Сінгх
- «Люсі Краун» (Я. Стельмах) — Тоні Краун
- «Чорний дипломат» (В. Селезньов) — Віктор
- «Украдене щастя» (за І.Франко) — Микола Задорожний
- «Роксолана» (Л. Забашта) — Степан
- «Бог переночував в цьому домі» (Г. Фігейреду) — Сосія
- «Відьми» (М. Гараєв) — Василь
- «Іуда Іскаріот» (Л. Андреєв) — Іоан
- «Запорізька січ» (О. Коломієць) — Федір
- «Лимерівна» (П. Мирний) — Василь
- «Пришестя» (Я. Верещак) — Старший
- «Плаха» (Ч. Айтматов) — Петруха
- «Отак загинув Гуска» (М. Куліш) — Кирпатенко
- «Скупий» (Мольєр) — Сімон
- «Господиня заїзду» (К. Ґольдоні) — Кавалер Ріппафратта
- «Король-олень» (К. Ґоцці) — Брігелла
- «Ніч на полонині» (О. Олесь) — Пахан
- «Білосніжка і семеро гномів» (Л. Устінов) — Єгер
- «Конотопська відьма» (Б. Жолдак за Г. Квіткою-Основ'яненком) — Дем'ян Халявський
- «Маршал Жуков» (І. Рачада) — Генерал
- «Кінець віку (вода життя)» (В. Шевчук) — Станіслав
- «Венеціанський купець» (В.Шекспір) — Салеріо
- «Перед потопом (ковчег)» (В. Босович) — Раамія
- «Обережно — театр! (глядачам дивитись заборонено)» (Ж. Марсан) — Крістіан
- «Принцеса і Городник» (В. Кшемінський) — Гофмаршал
- «Куплена наречена» (за М. Кропивницьким «Хоч з мосту та в воду головою») — Харко Мандрика
- «Остання спроба» (М. Задорнов) — Андрій
- «Гетьман Дорошенко» (Л. Старицька-Черняхівська) — Роман, молодий козак
- «Шлюб по-італійськи» (Е. де Філіппо) — Доменіко Соріано
- «Kurazh» (М. Гринишин) — Кухар
- «Лісова пісня» (Л. Українка) — Дядько Лев
- «У неділю рано зілля копала» (за О. Кобилянською) — Андронаті
- «Дивна місіс Севідж» (Дж. Патрік) — Тит
- «Дерева вмирають стоячи» (А. Касона) — Маурісьо
- «Ігри імператорів» (за творами М. Куліша, А. Камю, Г. Сковороди) — Ларивон
- «Наталка Полтавка» (І. Котляревський, М. Лисенко) — Макогоненко, виборний села
- «Ніч перед Різдвом» (за М. Гоголем) — Голова
- «Тев'є-Тевель» (Г. Горін за Шолом-Алейхемом) — Менахем-Мендл
- «Ромео і Джульєтта» (В. Шекспір) — Капулетті, глава родини
- «Таксист-2, або Кохання на швидкості» (Р. Куні) — Татусь Стенлі
- «За дверима бажань» (А. Іванов) — Колупай
- «За двома зайцями» (М. Старицький) — Прокіп Сірко

## Відзнаки та нагороди
- Заслужений артист України (26 березня 2004) — за вагомий особистий внесок у розвиток українського театрального мистецтва, значні творчі здобутки та високий професіоналізм[3].